# Chiesa della Madonna dell'Arsenale
La chiesa della Madonna dell'Arsenale era un edificio religioso della città di Venezia ubicato nel sestiere di Castello.

## Storia
L'edificio fu eretto nella seconda metà del  XVI secolo nell'immediato esterno dell'Arsenale davanti alla torre destra dell'ingresso principale. Da alcune vedute di Canaletto e Luca Carlevarijs, la chiesa aveva una struttura simile a un tempio classico a pianta rettangolare, col lato sinistro affacciato sul rio dell'Arsenale composto da una fila continua di pilastri quadrati simile a un loggiato e il lato destro a ridosso delle fabbriche dell'Arsenale.
La facciata era costituita da due pilastri quadrati affiancati da due semplici colonne che sostenevano un timpano triangolare sulla cui sommità era poggiata una statua della Madonna affiancata ai lati da due statue di angeli in preghiera. Al centro del timpano era presente un grande bassorilievo raffigurante il leone di San Marco. Il portale, rettangolare, era sormontato da uno stemma e da due statue di santi.
La chiesa venne chiusa al culto in seguito ai decreti napoleonici e demolita nel 1808.